# Ираклийска епархия
Ираклийската епархия (на гръцки: Ιερά Μητρόπολη Ηρακλείας) e титулярна епархия на Вселенската патриаршия. Диоцезът съществува до 1922 година със седалище последователно в тракийските градове Ираклия (днес Мармара Ереглиси) и Родосто (днес Текирдаг). Титлата Митрополит на Ираклия, предстоятел на ипертимите, екзарх на цяла Тракия и Македония (Ο Ηρακλείας πρόεδρος των υπερτίμων και έξαρχος πάσης Θράκης και Μακεδονίας) от 2007 година е вакантна.

## История
Град Перинт е основан като самоска колония в V век пр. Хр., на брега на Мраморно море, на 95 km западно от Византион. В III век Перинт е прекръстен на Ираклия. В 325 година става митрополия, като има почетен примат над останалите митрополитски катедри в Тракия. След Втория вселенски събор в 381 година, Константинополската митрополия официално приема върховенство над тези в района, включително Ираклийската. Митрополията граничи с Одринската и Визенската на север, Чорленската и Силиврийската на изток, с Мраморно море, Ганоската и Хорска, Мириофитската, Галиполската митрополия и Бяло море на юг и Еноската и Дедеагачката на запад.
В VII век Ираклия има 5 подчинени епископии, които стават 17 в X век и 16 в XII век. През османския период те намаляват на 6 в XVI век, 4 след 1694 година, 3 след 1840 година, 2 след 1901 година и нито една след 1909 година. В 1694 година Родостенската епископия става архиепископия. В 1702 година обаче тя е слята с Ираклийската епархия, която до XIX век започва да се нарича Ираклийска и Родостенска. В 1726 година седалището на митрополията е преместено в Родосто, на 40 km западно от Ираклия. Други големи градове в епархията са Малгара, Кешан, Хайраболу и Узункьопрю.

## Митрополити
| Име            | Име                 | Управление                                 | Забележка                               | Години            |
| -------------- | ------------------- | ------------------------------------------ | --------------------------------------- | ----------------- |
| Йоан           | Ιωάννης             | около 997                                  |                                         |                   |
|                | Θεοφάνης            | 1399 -                                     |                                         |                   |
| Йоаникий I     | Ιωαννίκιος          | около 1634-1646                            | в константинополски п.                  |                   |
| Вартоломей     | Βαρθολομαίος        | ~1676                                      |                                         |                   |
| Генадий Лериец | Γεννάδιος ὁ Λέριος  | 25 февруари 1714 – 19 октомври 1718 †      | от никейски м.                          | около 1660 – 1718 |
| Герасим        | Γεράσιμος           | ~1761                                      |                                         |                   |
| Методий        | Μεθόδιος            | 6 ноември 1760 - ноември 1794              | от метрески и атирски е., подал оставка | 1714 - 1796       |
| Мелетий        | Μελέτιος            | ноември 1794 - 19 септември 1821           | от мириофитски е., подал оставка        | ? - 1822          |
| Игнатий        | Ιγνάτιος Σταραβέρος | септември 1821 – юли 1830 †                |                                         | 1765/8 – 1830     |
| Дионисий II    | Διονύσιος           | юли 1830 - юли 1848 †                      | по-рано чорленски м.                    | ? – 1848          |
| Панарет        | Πανάρετος           | 30 юли 1848 - 9 май 1878 †                 | по-рано търновски м.                    | 1785 – 1878       |
| Йоаникий II    | Ιωαννίκιος          | 12 май 1878 - 25 януари 1879 †             | от никейски м.                          | 1814 – 1879       |
| Григорий II    | Γρηγόριος Παυλίδης  | 27 януари 1879 - 6 февруари 1888 †         | от серски м.                            | 1825 – 1888       |
| Герман III     | Γερμανός            | 8 февруари 1888 - 10 май 1897              | от родоски м., в халкидонски м.         | 1835 – 1920       |
| Йероним        | Ιερώνυμος Γοργίας   | 13 май 1897 - 22 май 1902                  | от никейски м., в никейски м.           | 1837 – 1910       |
| Григорий III   | Γρηγόριος Καλλίδης  | 22 май 1902 - 25 юли 1925 †                | от янински                              | 1844 – 1925       |
| Филарет        | Φιλάρετος Βαφείδης  | 21 февруари 1928 1902 – 11 октомври 1933 † | от димотишки м.                         | 1848 – 1933       |
| Вениамин       | Βενιαμίν Κυριάκου   | 21 октомври 1933 - 18 януари 1936          | от никейски м., в константинополски п.  | 1871 – 1946       |
| Фотий          | Φώτιος Σαββαϊδης    | 5 септември 2002 - 24 юни 2007 †           | от имброски м.                          | 1924 – 2007       |